# Piotr Zioła
Piotr Karol Zioła (ur. 24 listopada 1995 w Opolu) – polski piosenkarz rockowy.
Laureat Nagrody Muzycznej „Fryderyk” za fonograficzny debiut roku (2017).

## Życiorys
Jest synem Gabrieli i Grzegorza Ziołów. Ma starszą siostrę. Jego ojciec jest gitarzystą basowym w zespole rockowym Chilli.
W wieku sześciu lat rozpoczął naukę w szkole muzycznej w klasie fortepianu, jednak przerwał naukę w piątej klasie. Jest absolwentem II Liceum Ogólnokształcącego w Opolu. W 2008 zdobył pierwszą nagrodę w konkursie Piosenkobranie.
W 2012 zadebiutował na szklanym ekranie, biorąc udział w przesłuchaniach do drugiej edycji programu TVN X Factor. Choć jego wykonanie piosenki „Valerie” Amy Winehouse spodobało się jurorom, nie przeszedł do kolejnego etapu programu. Po udziale w programie poznał producenta muzycznego Marcina Borsa, z którym nawiązał współpracę. W 2015 wystąpił podczas Spring Break Showcase Festival & Conference w Poznaniu, gdzie poznał Justynę Święs i zespół Rysy, z którymi nagrał utwór „Przyjmij brak”. Również w 2015 zaśpiewał na festiwalach: Open’er Festival, Warsaw Musik Week i Tauron Nowa Muzyka oraz na Europejskich Targach Muzycznych „Co Jest Grane?” w Warszawie. Poza tym wypuścił autorski singiel „Podobny”. 22 kwietnia 2016 wydał debiutancki album studyjny pt. Revolving Door. Tekst piosenek z płyty napisali dla niego m.in. Karolina Kozak, Gaba Kulka i Radek Łukasiewicz. W kwietniu 2017 odebrał Fryderyka za fonograficzny debiut roku, a do nagrody był też nominowany za album roku pop.
W 2022 powrócił do działalności muzycznej po pięcioletniej przerwie, prezentując singiel „Błysk”. 4 listopada 2022 wydał album pt. Wariat.

## Życie prywatne
W styczniu 2018 ogłosił w mediach społecznościowych związek z modelem Dominikiem Sadochem.
W wywiadzie dla magazynu „Vogue Polska” we wrześniu 2022 ujawnił, że pięć lat wcześniej zawiesił karierę, ponieważ leczył się w szpitalu psychiatrycznym, gdzie zdiagnozowano u niego zaburzenia afektywne dwubiegunowe.

## Dyskografia
Albumy studyjne
| Rok                         | Dane dot. albumu                                                                                               | Pozycja na liście |
| Rok                         | Dane dot. albumu                                                                                               | POL               |
| --------------------------- | --- | ----------------- |
| 2016                        | Revolving Door - Wydany: 22 kwietnia 2016 - Wydawca: Warner Music Poland - Format: CD, digital download, winyl | 13                |
| 2022                        | Wariat - Wydany: 4 listopada 2022 - Wydawca: Warner Music Poland - Format: CD, digital download, winyl         | –                 |
| „–” album nie był notowany. | |                   |

Single
| Rok                                                                  | Tytuł                                                                          | Pozycje na listach | Pozycje na listach    | Pozycje na listach | Pozycje na listach | Certyfikat             | Sprzedaż       | Album          |
| Rok                                                                  | Tytuł                                                                          | POL (airplay)      | POL (airplay nowości) | LP3                | Zet                | Certyfikat             | Sprzedaż       | Album          |
| -------------------------------------------------------------------- | ------------------------------------------------------------------------------ | ------------------ | --------------------- | ------------------ | ------------------ | ---------------------- | -------------- | -------------- |
| 2015                                                                 | „Podobny”                                                                      | –                  | –                     | 28                 | –                  |                        |                | Revolving Door |
| 2016                                                                 | „W ciemno”                                                                     | 33                 | 2                     | 49                 | 1                  |                        |                | Revolving Door |
| 2016                                                                 | „Django”                                                                       | –                  | –                     | 50                 | –                  |                        |                | Revolving Door |
| 2017                                                                 | „Safari”                                                                       | –                  | –                     | 36                 | –                  | - POL: platynowa płyta | - POL: 20 000+ | Revolving Door |
| 2017                                                                 | „Zapalniki” (gościnnie: Natalia Przybysz)                                      | –                  | –                     | 44                 | –                  |                        |                | Revolving Door |
| 2022                                                                 | „Błysk”                                                                        | –                  | –                     | X                  | –                  |                        |                | Wariat         |
| 2022                                                                 | „Prąd” / „Choć czuły gest tu radości niesie mniej, to krzywda nie rozlewa łez” | –                  | –                     | X                  | –                  |                        |                | Wariat         |
| 2022                                                                 | „Wariat”                                                                       | –                  | –                     | X                  | –                  |                        |                | Wariat         |
| „–” singel nie był notowany. „X” lista nie istniała w danym okresie. |                                                                                |                    |                       |                    |                    |                        |                |                |

Z gościnnym udziałem
| Rok                                                                  | Tytuł                                                                     | Pozycje na listach | Pozycje na listach | Album               |
| Rok                                                                  | Tytuł                                                                     | POL (airplay)      | LP3                | Album               |
| -------------------------------------------------------------------- | ------------------------------------------------------------------------- | ------------------ | ------------------ | ------------------- |
| 2015                                                                 | „Przyjmij brak” (Rysy, gościnnie: Justyna Święs, Piotr Zioła)             | –                  | 7                  | Traveler            |
| 2017                                                                 | „Kolor czerwieni” (Wojtek Mazolewski, gościnnie: Piotr Zioła)             | –                  | 48                 | Chaos pełen idei    |
| 2018                                                                 | „Nie mamy skrzydeł” (Albo Inaczej, gościnnie: Piotr Zioła)                | –                  | –                  | Albo Inaczej 2      |
| 2019                                                                 | „Dziki brzeg” (Flirtini, gościnnie: Piotr Zioła)                          | –                  | –                  | –                   |
| 2023                                                                 | „Nikt” (Miuosh, gościnnie: Piotr Zioła)                                   | –                  | X                  | Początek            |
| 2024                                                                 | „No to cześć” (Jakub Skorupa, gościnnie: Piotr Zioła)                     | –                  | X                  | –                   |
| 2024                                                                 | „Motyl” (Zalia, gościnnie: Piotr Zioła i Moo Latte)                       | –                  | X                  | –                   |
| 2024                                                                 | „Dobra” (Robert Cichy, gościnnie: Piotr Zioła)                            | –                  | X                  | Spacer po Warszawie |
| 2024                                                                 | „Moja i twoja nadzieja” (singel charytatywny w ramach akcji #RazemDlaWas) | 68                 | X                  | –                   |
| „–” singel nie był notowany. „X” lista nie istniała w danym okresie. |                                                                           |                    |                    |                     |

## Nagrody i nominacje
| Rok  | Konkurs        | Kategoria                                   | Rezultat  | Źródło |
| ---- | -------------- | ------------------------------------------- | --------- | ------ |
| 2017 | Fryderyki 2017 | Fonograficzny debiut roku                   | Wygrana   | [ 11 ] |
| 2017 | Fryderyki 2017 | Fryderyki – album roku pop (Revolving Door) | Nominacja | [ 11 ] |